# Fethi Jebel
Fethi Jebel, né le 25 février 1963 à El Attaya (Kerkennah), est un joueur de football tunisien évoluant au poste de défenseur central avant de devenir entraîneur.

## Biographie
Il ne joue que pour l'Océano Club de Kerkennah.
Devenu entraîneur, il permet au Najran Sport Club, avec son entraîneur adjoint Zouheir Arous, d'accéder en première ligue du championnat saoudien.
Sous sa direction, Al-Fateh Sports Club accède pour la première fois en première ligue du championnat en 2008-2009, en remportant le titre de vice-champion de la deuxième ligue. Il remporte le championnat 2012-2013 ainsi que la première édition de la Supercoupe d'Arabie saoudite, en 2013, en battant Al Ittihad Djeddah à La Mecque (3-2). Il joue alors pour la première fois la coupe de l'UAFA mais finit éliminé au deuxième tour contre Al Arabi SC (2-3 à l'aller, 2-2 au retour). Durant l'année 2014, il participe pour la première fois de son histoire à la Ligue des champions de l'AFC mais son club est éliminé après la phase de groupes. Durant la saison 2015-2016, il prend la sixième place du championnat d'Arabie saoudite avec Al-Shabab Riyad qu'il entraîne à partir de janvier 2016. En juin de la même année, il est engagé par le club qatari d'Al-Shahania SC pour un an.
Après la fin de son aventure avec Al-Shahania, il retourne au Al-Fateh Sports Club en novembre 2016.

## Carrière de joueur
- Océano Club de Kerkennah (Tunisie)

## Carrière d'entraîneur
- Club africain (Tunisie, juniors)
- El Ahly Mateur (Tunisie)
- Najran Sport Club (Arabie saoudite)
- Hajer Club (Arabie saoudite)
- 2008 : Stade tunisien  (Tunisie, espoirs)
- 2008-2014 : Al-Fateh Sports Club (Arabie saoudite)
- 2014-janvier 2015 : Ajman Club (Émirats arabes unis)
- janvier 2015-décembre 2015 : Najran Sport Club (Arabie saoudite)
- janvier 2016-2016 : Al-Shabab Riyad (Arabie saoudite)
- 2016-septembre 2016 : Al-Shahania SC (Qatar)
- octobre 2016-avril 2018 : Al-Fateh Sports Club (Arabie saoudite)
- avril 2018-juin 2018 : Al-Ahli SC (Djeddah) (Arabie saoudite)
- juillet 2018-mai 2019 : Al-Fateh Sports Club (Arabie saoudite)
- mai et juin 2019 : Club sportif sfaxien (Tunisie)
- juillet 2019-octobre 2019 : Al-Fateh Sports Club (Arabie saoudite)
- octobre 2019-août 2020 : Club sportif sfaxien (Tunisie)
- mai 2021-juillet 2021 : MAS de Fès (Maroc)
- juillet-octobre 2021 : Koweït Sporting Club (Koweït)
- depuis décembre 2021 : Al-Ahli SC (Tripoli) (Libye)

## Palmarès
- Championnat d'Arabie saoudite : 2013
- Supercoupe d'Arabie saoudite : 2013